# قسم آزادلو الريفي (مقاطعة غرمي)
قسم آزادلو الريفي (بالفارسية: دهستان آزادلو) هي منطقة سكنية تقع في ناحية موران في إيران. يقدر عدد سكانها بـ 4,720 نسمة .